# 佛山寺
座標: 北緯33度15分49秒 東経131度22分12秒 / 北緯33.26361度 東経131.37000度
佛山寺（ぶっさんじ）は、大分県由布市湯布院町にある臨済宗妙心寺派の寺院である。山号は龍莪山。
由布岳信仰の拠点であった。

## 本尊
石造の由布霊山観世音菩薩で、天台宗の僧・性空が彫ったとされる。秘仏で、33年に一度開帳される。 

## 歴史
康保年間（964年～968年）、性空が由布岳の山腹で読経すると鳴動する岩があり、その岩で観音像を造り祀ったのが始まりと伝えられる。
以来、由布岳信仰の本拠地として数十ヵ寺の末寺を有したが、文禄5年（1596年）の慶長豊後地震で倒壊。山麓の当地で再興、臨済宗の禅寺となった。

## 本堂・伽藍
- 本堂：平成6年（1994年）の火災で全焼、再建された。
- 観音堂：由布霊山観世音菩薩を安置。
- 山門：楼上が鐘楼になっている。
- 宇奈岐日女神社：明治時代まで「六所宮」として習合していたが、神仏分離により現在の姿となった。

## 祭事・年中行事
- 7月18日：嶽まつり

## 交通
- JR九州久大本線由布院駅より徒歩15分。